# Festival Internacional da Canção 1967
O Festival Internacional da Canção de 1967 foi a segunda edição do FIC. Aconteceu entre os dias 19 e 29 de outubro de 1967, no Maracanãzinho, no Rio de Janeiro. Foi organizado e transmitido pela TV Globo.

## Fase Nacional

### Seleção
As 40 inicialmente selecionadas foram anunciadas em 5 de setembro. No entanto, a lista definitiva das 46 selecionadas só seria anunciada alguns dias depois.

### Formato
As 46 canções selecionadas foram divididas em duas eliminatórias (19 e 21 de outubro) com 23 canções cada. Após a conclusão da segunda eliminatória, foram anunciadas as 20 finalistas.

### Final Nacional
A final nacional aconteceu em 22 de outubro de 1967, no Maracanãzinho, Rio de Janeiro. O Resultado foi o seguinte:
- 1º Lugar: "Margarida" (Guttemberg Guarabyra), com Guttemberg Guarabyra e o Grupo Manifesto.
- 2º Lugar: "Travessia" (Milton Nascimento e Fernando Brant), com Milton Nascimento (prêmio de melhor intérprete).
- 3º Lugar: "Carolina" (Chico Buarque), com Cynara e Cybele.
- 4º Lugar: "Fuga e antifuga" (Edino Krieger e Vinicius de Moraes), com o Grupo 004 e As Meninas.
- 5º Lugar: "São os do Norte que vêm" (Capiba e Ariano Suassuna), com Claudionor Germano.
- 6º Lugar: "O Sim pelo Não" (Alcyvando Luz e Carlos Coqueijo), com MPB-4
- 7º Lugar: "Morro Velho" (Milton Nascimento), com Milton Nascimento
- 8º Lugar: "Fala Baixinho" (Pixinguinha e Hermínio Bello de Carvalho), com Ademilde Fonseca
- 9º Lugar: "Cantiga" (Dori Caymmi e Nelson Motta), com MPB-4
- 10º Lugar: "Oferenda" (Luís Eça e Lenita Eça), com Cynara & Cybele

## Fase Internacional

### Formato
A fase internacional tinha 40 canções representantando 32 países diferentes divididas em duas eliminatórias (27 e 28 de outubro), avançando um total de 20 canções para a final. Vale ressaltar que nesta edição o Brasil também participou da fase eliminatória.

### Final Internacional
A final internacional aconteceu em 29 de outubro de 1967, no Maracanãzinho, Rio de Janeiro. O Resultado foi o seguinte:
- 1º Lugar:  "Per Una Donna" (Corrado Mantoni, Giulio Perretta e Marcello de Martino), com Jimmy Fontana
- 2º Lugar:  "The World Goes On" (Quincy Jones, Alan Bergman e Marilyn Bergman), com Brennan
- 3º Lugar:  "Margarida" (Guttemberg Guarabyra), com Guttemberg Guarabyra e o Grupo Manifesto.
- 4º Lugar:  "Celebration" (Bill Martin e Phil Coulter), com Cy Manifold.
- 5º Lugar:  "Just Friends" (Katsuhisa Hattori e Kazuko Katakiri), com Tamico.
- 6º Lugar:  "Wenn Die Liebe Kommt" (Peter Horton), com Peter Horton.
- 7º Lugar:  "L'Avion de Nulle Part" (J. Revaux e R. Bernet), com Hervé Villard.
- 8º Lugar:  "Kubatokuê Mulata" (Raul Aires Peres e Emílio Vitória Pereira), com Duo Ouro Negro.